# Jezioro Budzieszowskie
Jezioro Budzieszowskie – jezioro na Równinie Nowogardzkiej, położone w gminie Maszewo, w powiecie goleniowskim, w woj. zachodniopomorskim.
Jezioro leży na południe od Jeziora Lechickiego. Powierzchnia zbiornika wynosi 16 ha, maksymalna głębokość 4 m, długość 1000 m, szerokość 200 m. Jezioro ma wydłużony kształt w kierunku południkowym. Położone w rynnie jezioro ma lustro wody obniżone w stosunku do wysoczyzny o 12–15 m.
Według typologii rybackiej jest to jezioro linowo-szczupakowe.
Brzegi jeziora otacza wąski pas drzew, który rozszerza się w południowej części. Na południe od Jeziora Budzieszowskiego rośnie las (szer. ok. 300 m). Nad północno-zachodnim brzegiem leży wieś Budzieszowce. Nad północno-wschodnim brzegiem biegnie droga wojewódzka nr 113, a za nią leży wieś Jarosławki.